# Вільне товариство любителів російської словесності
Вільне товариство любителів російської словесності — літературно-громадська організація в  Санкт-Петербурзі, існувала між 1816—1825 роками, була пов'язана з діяльністю декабристів.
Засноване, з дозволу уряду, в 1816 році під ім'ям «Вільного товариства змагальників освіти і доброчинності». Височайше затверджене під цим ім'ям на початку 1818 року. Цілі товариства були, з одного боку, благодійні, з іншого — літературні з турботою про чистоту мови. З 1818 року товариство видавало журнал: «Соревнователь освіти і доброчинність. Праці Вільного товариства любителів російської словесності». Весь прибуток від видання призначався тим, хто, займався науками і мистецтвами і потребував матеріальної допомоги й піклування, а також їх вдовам і сиротам. Передплатна ціна на журнал була 25 рублів, з пересилкою 30 рублів.
З числа дійсних членів обиралися кожне півріччя голова, помічник його, секретар, виконавець, бібліотекар, скарбник і  цензурний комітет, що складався з трьох цензорів (поезії, прози і бібліографії), трьох членів та секретаря. Збори товариства були чергові та публічні.
Будинок зборів товариства знаходився в 4 кварталі третій Адміралтейської частини на Вознесенському пр., під № 254.
До складу товариства належали майже всі сучасні літератори та громадські діячі різних напрямків. Головою товариства з 1819 року постійно Глінка Федір Миколайович. Тоді ж керівне становище в товаристві зайняли майбутні декабристи Рилєєв Кіндрат Федорович , Бестужев Микола Олександрович і Бестужев Олександр Олександрович, Кюхельбекер Вільгельм Карлович. Багато членів товариства були учасниками  декабристського руху і належали до  Союзу благоденства. До товариства був прийнятий  Грибоєдов. Діяльність товариства припинилася наприкінці 1825 року; журнал перервався на 10-ій книжці 1825 року.